# پشت تنگ چمشک
پشت تنگ چمشک، روستایی از توابع بخش معمولان شهرستان پل‌دختر در استان لرستان ایران است.

## جمعیت
این روستا در دهستان میانکوه شرقی قرار دارد و براساس سرشماری مرکز آمار ایران در سال ۱۳۸۵، جمعیت آن ۶۳ نفر (۱۳خانوار) بوده‌است.